# San Giovanni alla Castagna
San Giovanni alla Castagna è un rione della città di Lecco posto sulle alture della zona nordorientale del nucleo urbano.

## Storia
Per molto tempo, al tempo delle pievi, è stato una parrocchia ed un comune indipendente inserito nella pieve di Lecco, fino al 1786 parte della Provincia di Milano. Al censimento del 1771 aveva fatto registrare 471 residenti, saliti a 740 nel 1803. Al 1809 risale la prima esperienza d'unione con Lecco su decreto di Napoleone, ma il ritorno degli austriaci comportò la restaurazione dell'autonomia municipale nel 1816. Nel 1853 si registrarono 1283 residenti, che aumentarono ulteriormente a quota 1433 all'atto dell'unificazione italiana nel 1861, a 2039 all'inizio del nuovo secolo, e a 2152 nel 1921. La fine dell'autonomia comunale risale al 1923, allorquando il borgo fu unito definitivamente a Lecco.

## Architetture
La Chiesa di San Giovanni Evangelista si trova nel rione di San Giovanni alla Castagna in Piazza Felice Cavallotti; fu ricostruita alla fine del XVII secolo e contiene vari arredi lignei risalenti al Seicento, una pala con la Deposizione di un seguace di Vincenzo Civerchio e una statua in terracotta dipinta della Vergine addolorata.

## Sport
Il rione era sede dell'associazione sportiva dilettantistica  G.S.O. San Giovanni, attiva nei campi di pallavolo e calcio (per quanto riguarda quest'ultimo la squadra si trova in Seconda Categoria), ora G.S.O. Lecco Alta in seguito alla fusione con il vicino sodalizio del G.S.O. Laorca.